# Lauhlampi
Lauhlampi är en sjö i kommunen Gustav Adolfs i landskapet Päijänne-Tavastland i Finland. Arean är 12 hektar och strandlinjen är 1,81 kilometer lång.  Den  ingår i Kymmene älvs huvudavrinningsområde.  Sjön ligger omkring 59 kilometer norr om Lahtis och omkring 160 kilometer norr om Helsingfors. 
I sjön finns ön Keijusaari. Lauhlampi ligger nordväst om Kilpilampi. 